# Resolutie 960 Veiligheidsraad Verenigde Naties
Resolutie 960 van de Veiligheidsraad van de Verenigde Naties werd unaniem aangenomen op 21 november 1994. De Veiligheidsraad erkende met deze resolutie de uitslag van de eerste verkiezingen die in Mozambique waren gehouden na afloop van de burgeroorlog aldaar. Daarmee kwam er ook een einde aan de interventie van de Verenigde Naties in het land.

## Achtergrond
Nadat Mozambique onafhankelijk was geworden van Portugal kwam de communistische verzetsbeweging FRELIMO aan de macht. Die kreeg al snel de anticommunistische RENAMO tegen zich, waarmee er een burgeroorlog was ingeluid die vijftien jaar zou duren. In 1992 kwamen beide partijen na jarenlange onderhandelingen tot een vredesakkoord.

## Inhoud
De Veiligheidsraad:
- bevestigt resolutie 782 en volgende;
- waardeert de inspanningen van secretaris-generaal Boutros Boutros-Ghali, zijn Speciale Vertegenwoordiger en de ONUMOZ-vredesmacht om het verkiezingsproces succesvol af te ronden;

1. verwelkomt de verkiezingen in Mozambique die van 27 tot en met 29 oktober hadden plaatsgevonden;
2. verwelkomt de Speciale Vertegenwoordigers verklaring dat die vrij en eerlijk verliepen;
3. steunt de uitslag;
4. roept alle partijen in Mozambique op om verder de werken aan nationale verzoening in een meerpartijendemocratie om duurzame vrede en stabiliteit te verzekeren;
5. vraagt alle landen en internationale organisaties om bij te dragen aan de heropbouw en rehabilitatie;
6. besluit om op de hoogte te blijven.

## Verwante resoluties
- Resolutie 916 Veiligheidsraad Verenigde Naties
- Resolutie 957 Veiligheidsraad Verenigde Naties

Lijst ·  893 ·  894 ·  895 ·  896 ·  897 ·  898 ·  899 ·  900 ·  901 ·  902 ·  903 ·  904 ·  905 ·  906 ·  907 ·  908 ·  909 ·  910 ·  911 ·  912 ·  913 ·  914 ·  915 ·  916 ·  917 ·  918 ·  919 ·  920 ·  921 ·  922 ·  923 ·  924 ·  925 ·  926 ·  927 ·  928 ·  929 ·  930 ·  931 ·  932 ·  933 ·  934 ·  935 ·  936 ·  937 ·  938 ·  939 ·  940 ·  941 ·  942 ·  943 ·  944 ·  945 ·  946 ·  947 ·  948 ·  949 ·  950 ·  951 ·  952 ·  953 ·  954 ·  955 ·  956 ·  957 ·  958 ·  959 ·  960 ·  961 ·  962 ·  963 ·  964 ·  965 ·  966 ·  967 ·  968 ·  969